# Echymipera davidi
Echymipera davidi is een buideldas uit het geslacht Echymipera. De wetenschappelijke naam van de soort werd voor het eerst geldig gepubliceerd door Tim Flannery in 1990.

## Kenmerken
Deze buideldas heeft geen zwarte knobbel op de achtervoet, een vergrote derde valse kies (P3) bij de mannetjes en een hypocoon op de kiezen. De kop-romplengte bedraagt 327 tot 397 mm, de staartlengte 108 mm, de achtervoetlengte 62,4 tot 72,0 mm, de oorlengte 28,2 tot 29,0 mm en het gewicht 950 g (gebaseerd op twee exemplaren en voor staartlengte en gewicht op één exemplaar).

## Verwantschap
Deze soort is genoemd naar David Flannery, de zoon van de beschrijver Tim Flannery. Het is mogelijk dat de buideldassen van de nabijgelegen D'Entrecasteaux-eilanden (Goodenough, Fergusson en Normanby) verwant zijn aan deze soort, aangezien ze daar een aantal kenmerken mee delen, maar die worden voorlopig nog in E. rufescens geplaatst.

## Verspreiding
Deze soort komt voor op het eiland Kiriwina in het zuidoosten van Papoea-Nieuw-Guinea. Op Kiriwina komt het dier algemeen voor in verstoorde habitats.